# Рогізно (Яворівський район)
Рогізно — село в Україні, у Яворівській міській територіальній громаді Яворівського району Львівської області. Населення становить 1529 осіб (2001).

## Назва
За роки радянської влади село в документах називали «Рогізне». 1989 року селу повернули історичну назву.

## Археологія
На околицях села виявлені сліди 2-ох поселень VIII—VI століть до н. е. і ранньослов'янське поселення черняхівської культури (III—V ст.).

## Історія
1924 року відбувся перший страйк селян, які вимагали підвищення заробітної плати, але через слабку організацію закінчився поразкою. Друга спроба у червні — липні 1936 року була дещо успішнішою. У страйковий комітет входили селяни Д. І. Вінарчик, І. І. Сасик, Я. Д. Чекан та інші. Від імені страйкарів вони пред'явили вимоги поміщиці Чесновській. Також члени страйккому в навколишніх селах проводили агітацію, щоб селяни не йшли на роботу до Чесновської. Тоді поміщиця привезла робітників із Турківського повіту, але останні, довідавшись про страйк, повернулись додому.
За радянської влади в селі діяв колгосп «Правда», який станом на 1967 рік мав 2168 га землі. А вже через 10 років за цим колгоспом нараховувалося 3278 га сільгоспугідь, зокрема 2007 га орної землі. У партійній організації КПРС (заснована 1946 року) налічувалось 35 осіб, а комсомольська організація (у тому ж 1977 р.) об'єднувала 124 молодих особи.
1950 року запрацював цегельний завод Яворівського міжколгоспбуду.
В селі у 1991 році збудована цегляна церква Різдва Пресвятої Богородиці, юрисдикція: Львівська митрополія, Львівська архієпархія, Яворівський деканат.

## Відомі люди
- Анненкова Стефанія Петрівна (1923—1980) — українська радянська театральна акторка.

## Галерея

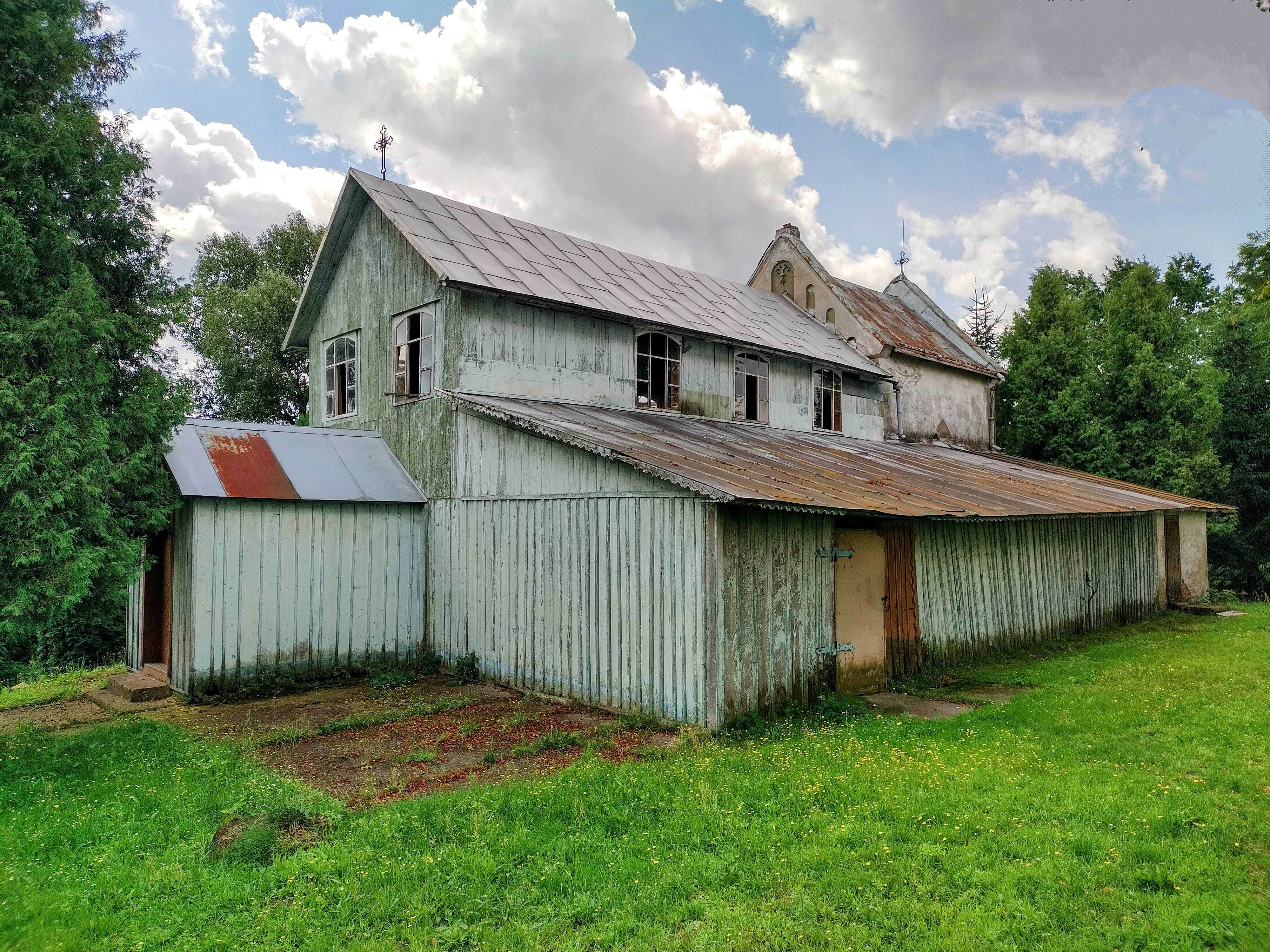
Старий храм
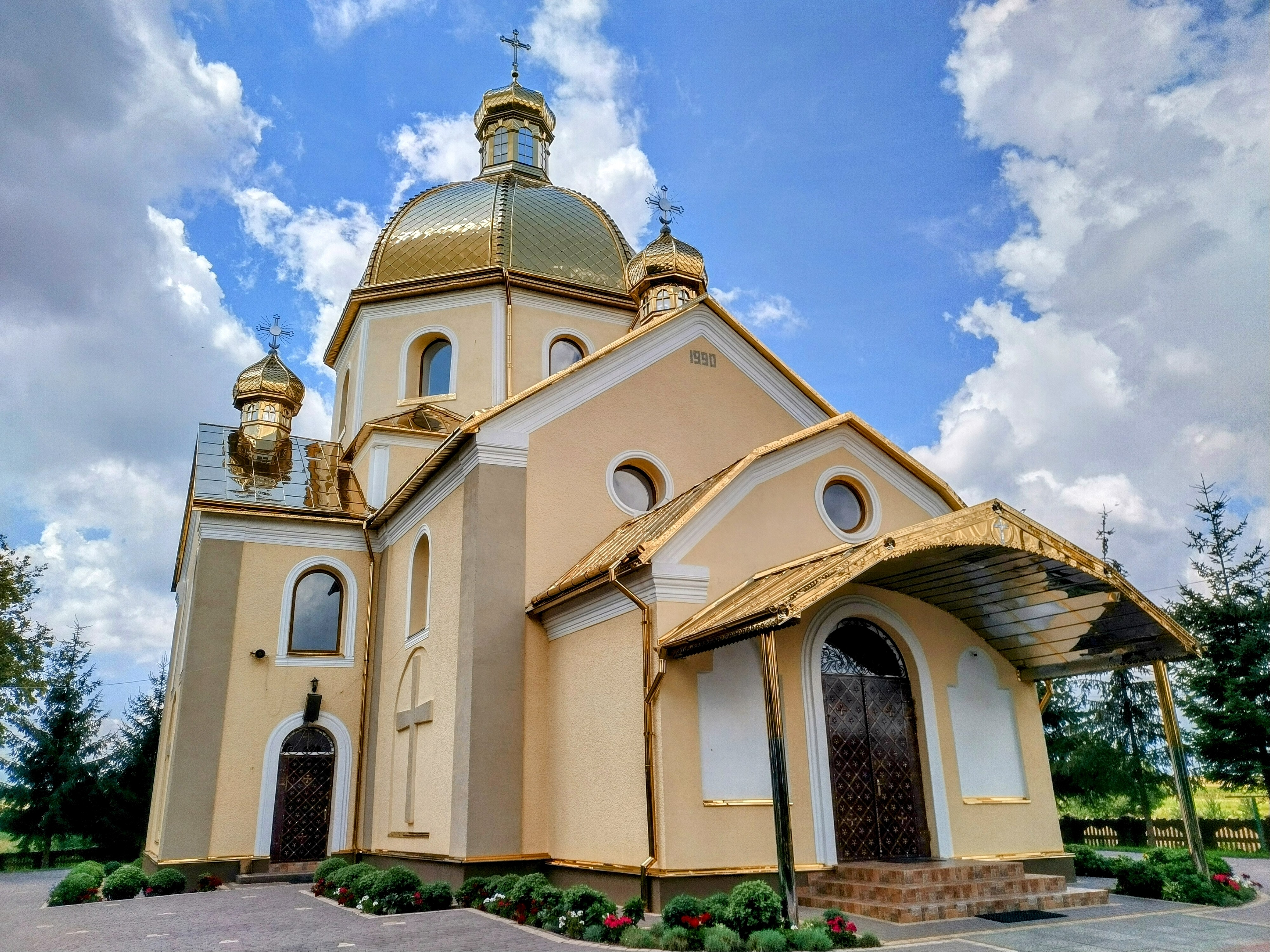
Церква Різдва Пресвятої Богородиці
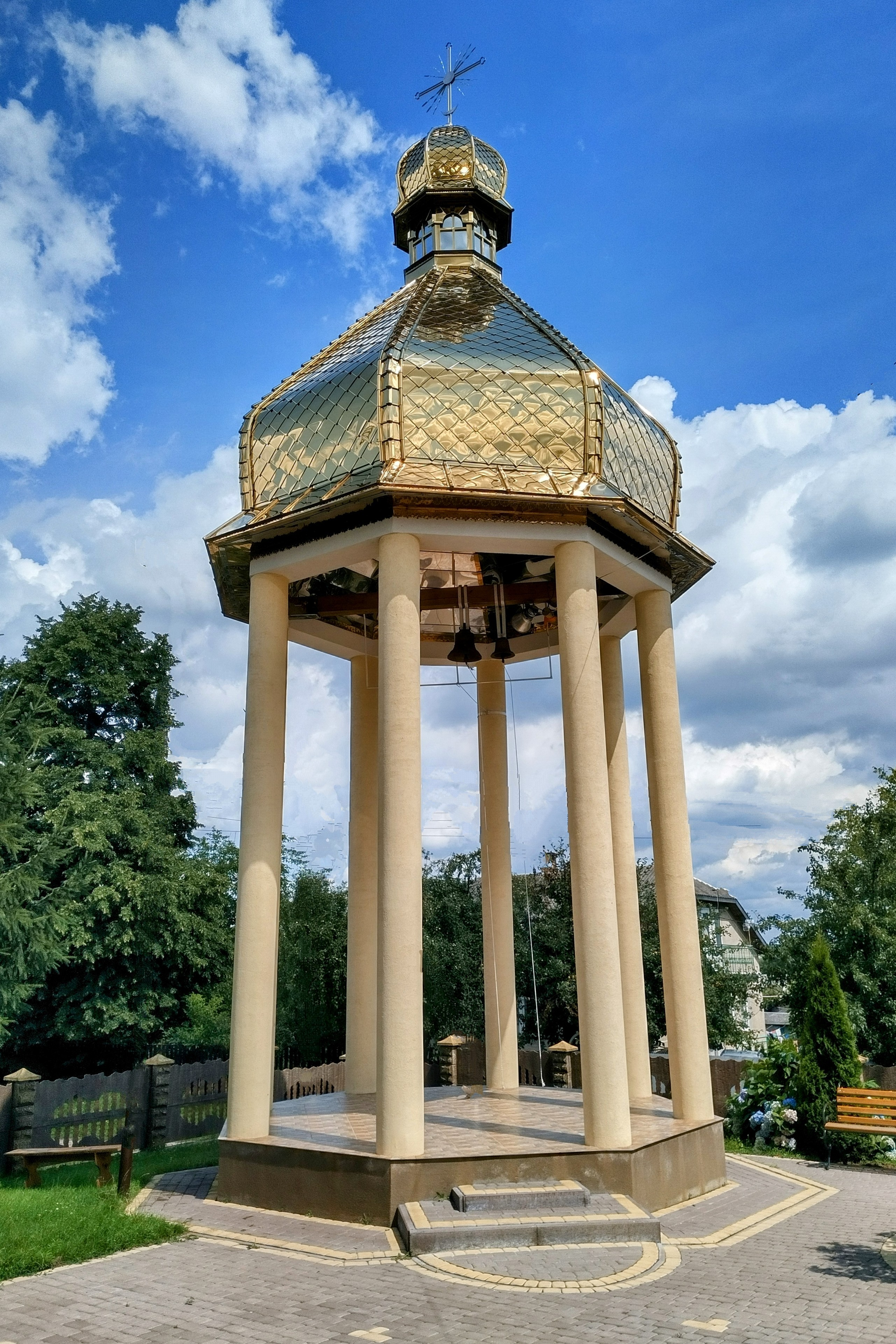
Дзвіниця Богородицької церкви
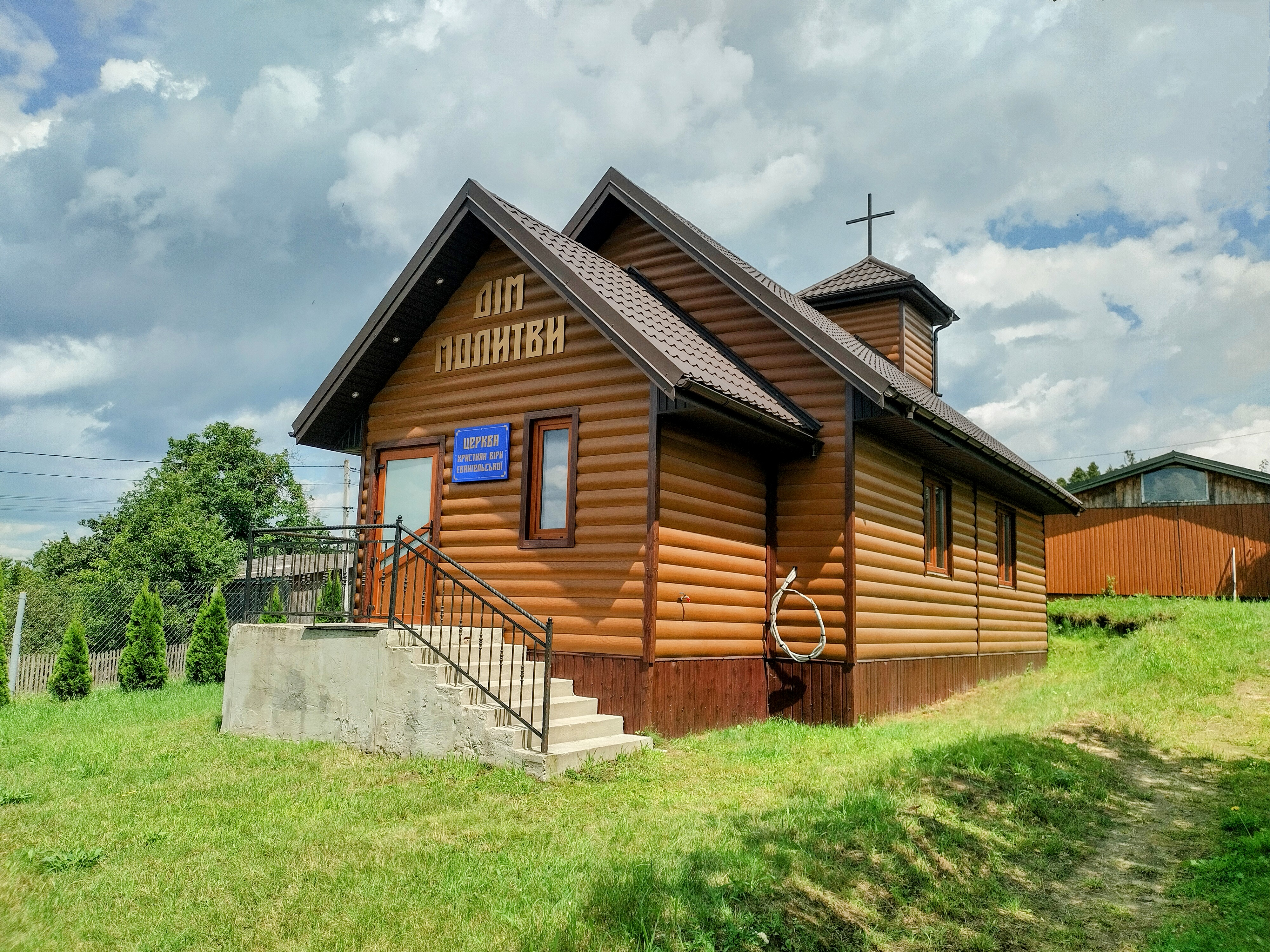
Церква Християн Віри Евангельської
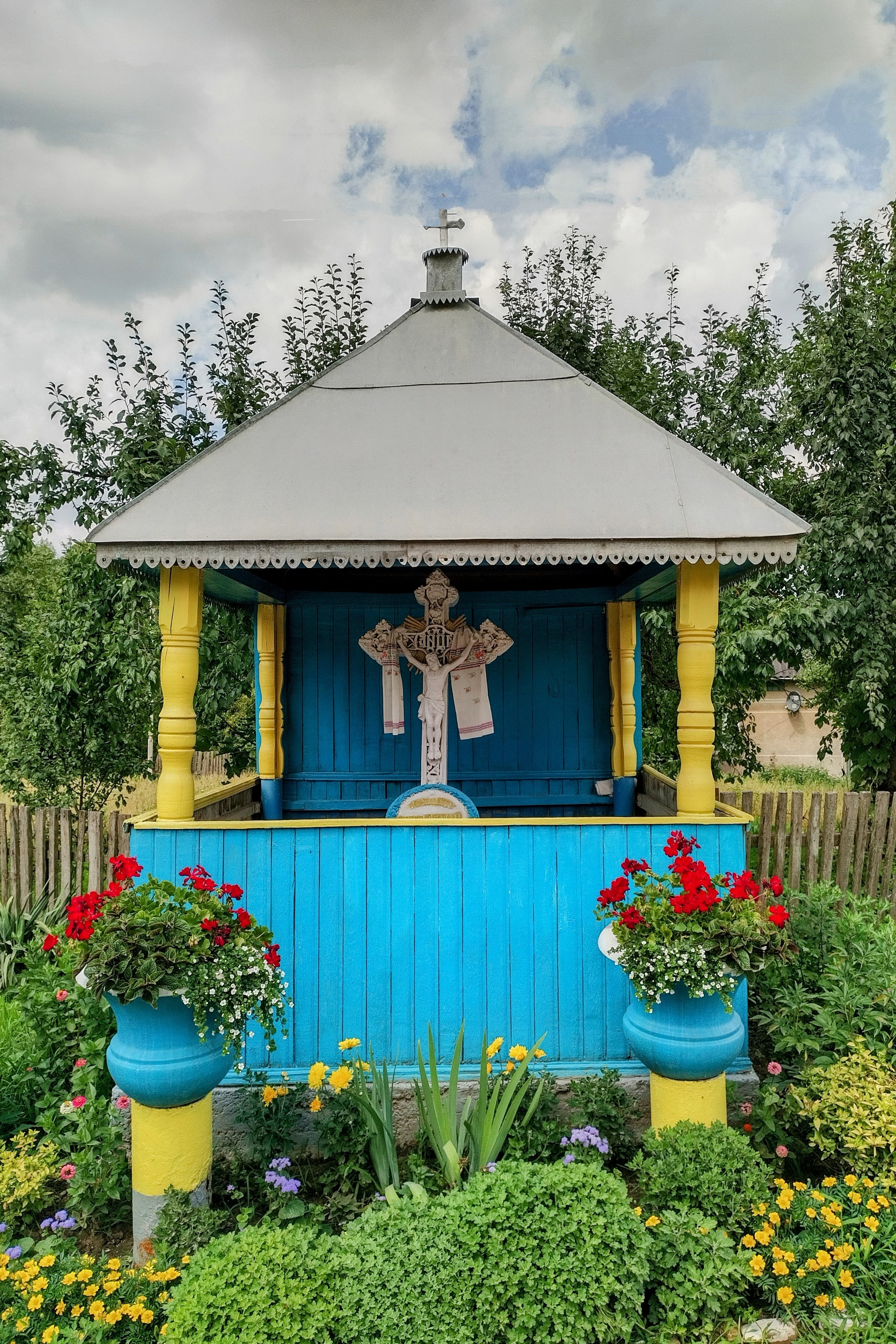
Пам'ятний знак скасування панщини у 1848 році
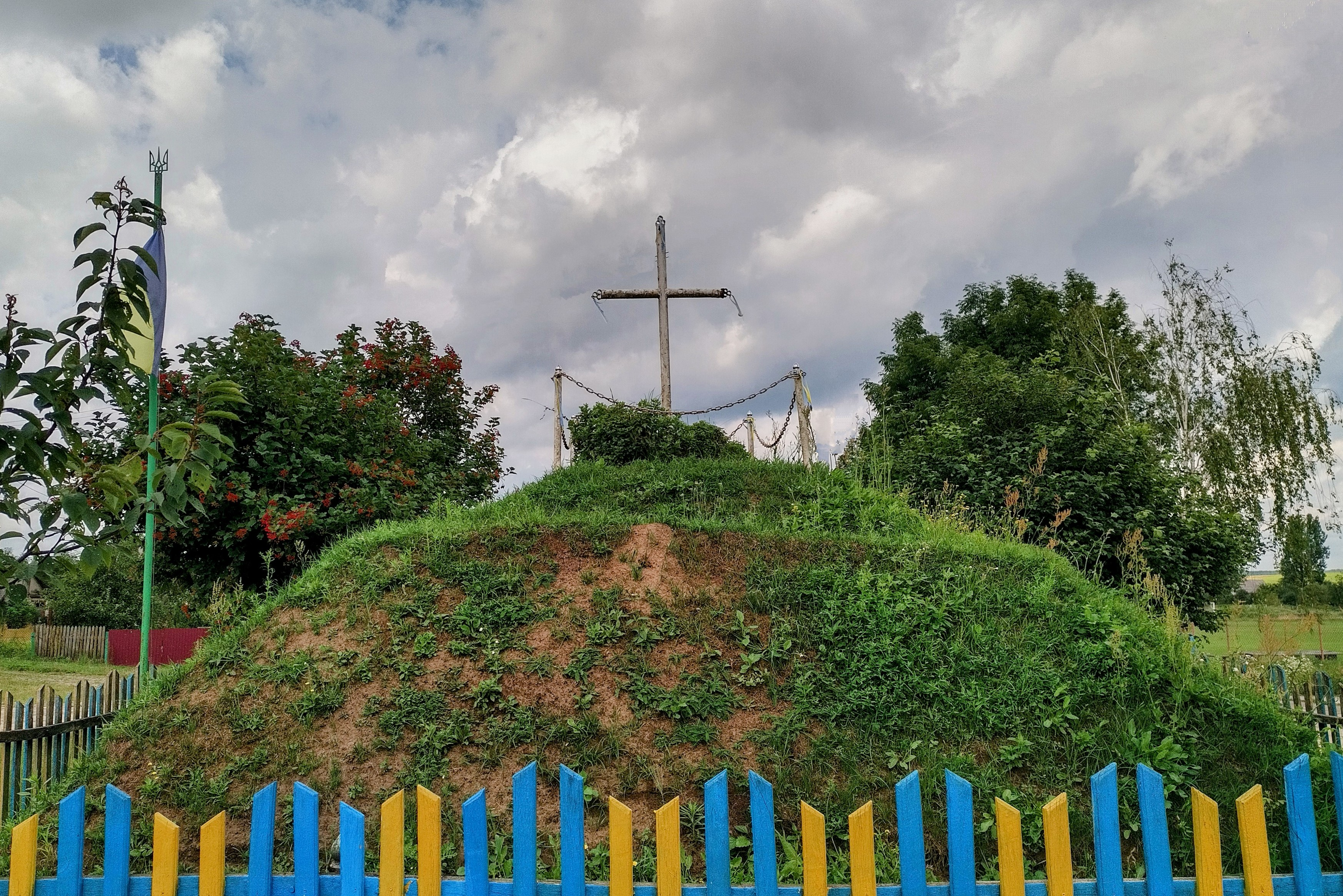
Пам'ятник "Могила"
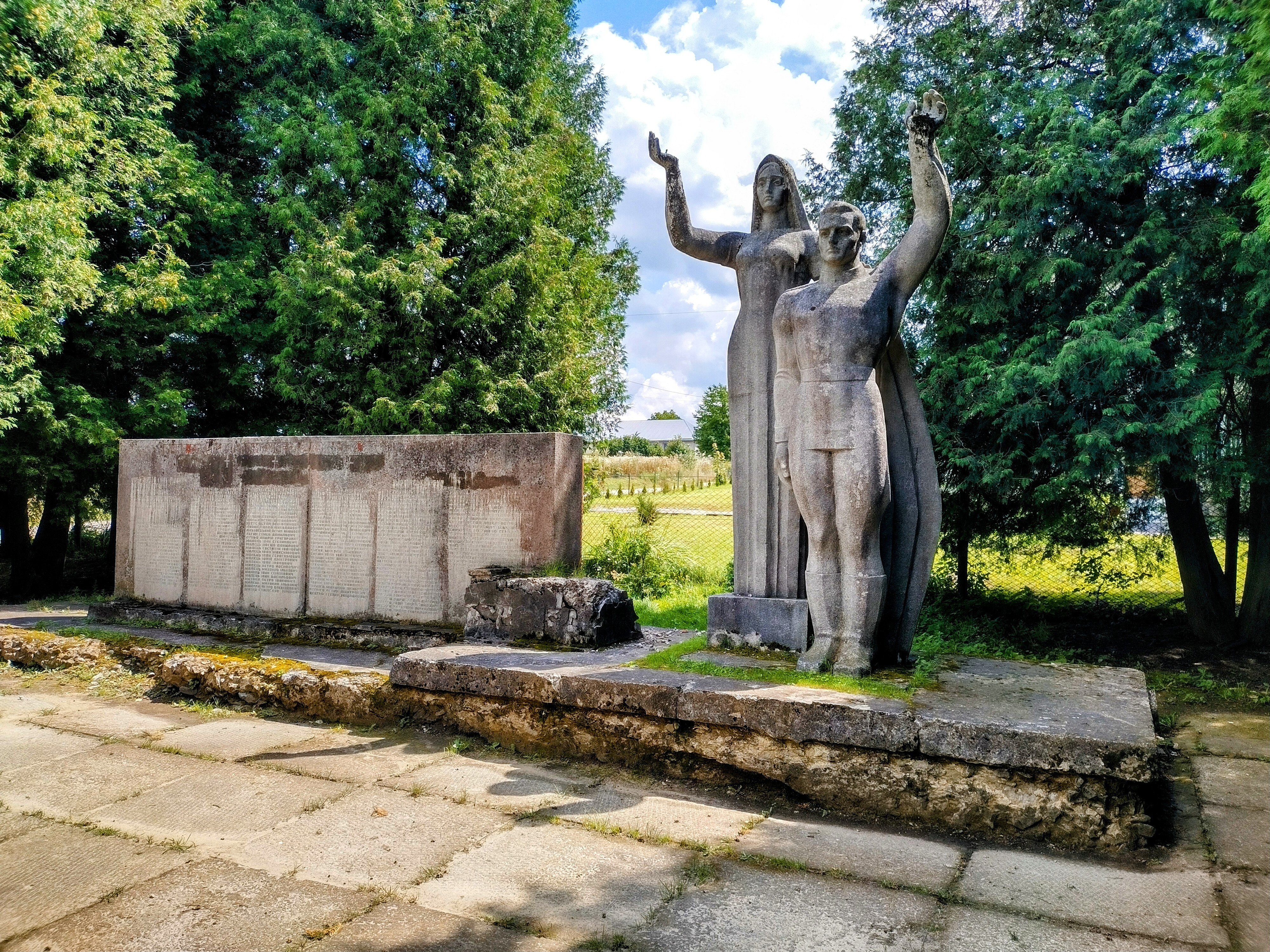
Військовий меморіал

## Мікротопоніми
Рогізно – Р. в. Рогізного; Утворено семантичним способом від апелятива рогіз: «багаторічна трав'яниста рослина родини рогозових»[СУМ, т.8, с. 591]. Село, що утворилось об’єднанням сіл Рогізно та Рудків. Частини сіл мали болота, на яких росла рогоза.

### Частини села, його кути, кінці, назви вулиць
Кут – Р. в. Кута; утворено семантичним способом від апелятива кут:«частина якої-небудь території, місцевості» [СУМ, т. 4, с. 417]. Частина села, яка колись входила до складу с.Рогізно. Знаходиться на куті села, на півночі. 
Рудків  – Р. в. Рудкова; утворено лексико-семантичним способом від діалектного апелятива руда «іржаве багно, болото»[СУМ, т.8, с.896]; Колись окреме село, яке згодом об’єдналось із с. Рогізно. Болотяна територія на півдні.
Застав – Р. в. Заставу; утворено префіксально-суфіксальним способом від апелятива став: «водоймище (у природному чи штучному заглибленні) з непроточною водою; місце розлиття річки, струмка перед загатою» [СУМ, т. 9, с.624]. Частина села за ставом, де пізніше почали жити люди. 
Лучка  - Р. в. Лучки; утворено семантичним способом від апелятива лука: «рівна місцевість, вкрита трав'янистою рослинністю, що розвивається протягом усього вегетаційного періоду»[СУМ, т.4,  с.553].Частина села, яка колись входила до складу с.Рогізно на півночі. Місцевість, вкрита лугами.
Гора  – Р.в. Гори; утворено семантичним способом від апелятива гора: «значне підвищення над навколишньою місцевістю або серед інших підвищень» [СУМ, т. 2, с.124].Частина села, яка колись входила до складу с.Рогізно на півночі. Місцевість, розташована на підвищенні.
Загородка  – Р. в. Загородки; утворено префіксально-суфіксальним способом від апелятива гора: «значне підвищення над навколишньою місцевістю або серед інших підвищень» [СУМ, т. 2, с.124]. Частина села на півночі, що знаходиться за горою.
Молодіжна – Р.в. Молодіжної; утворено лексико-семантичним способом від апелятива молода: «молоде, підростаюче покоління; юнацтво»[СУМ, т.4, с.789]. Вулиця села, де живе здебільшого молодь. Знаходиться у центрі села.
Садова  –  утворено лексико-семантичним способом від апелятива сад: «присадибна ділянка, засаджена плодовими деревами, кущами, квітами тощо»[СУМ,т. 9,  с. 9]. Вулиця села, де є парк та сад. Знаходиться на північному сході.
Телепа – Р. в. Телепа; утворено семантичним способом від прізвища о. Телепа, який загинув від радянської армії. Знаходиться в на північному заході.
Центральна  – Р. в.Центральної; утворено лексико-семантичним способом від апелятива центр: «частина населеного пункту, де містяться основні установи» [СУМ, т.11, с.197]. Вулиця села, що знаходиться в центрі.
Зелена  – Р. в. Зеленої; утворено лексико-семантичним способом від апелятива зелена: «один з основних кольорів спектра — середній між жовтим і блакитним»[СУМ, т. 3, с. 553]. Вулиця села, на якій розташована школа. Знаходиться в центрі.
Воїнів УПА – Р.в. Во′нів УПА;  утворено семантичним способом в честь воїнів УПА; «той, хто воює, б'ється з ворогом» [СУМ,т. 1, с. 747]. Вулиця, названа в честь селян, які воювали у складі УПА. Знаходиться на півдні.

### Церкви
Церква Різдва Пресвятої Богородиці  – Р. в. Церкви Різдва Пресвятої Богородиці; «у християнській релігії — звичайна назва матері Христа » [СУМ, т. 1, с. 210]. Церква села, що знаходиться на північному заході.

### Каплиці
Капличка  – Р. в. Каплички; утворено семантичним способом від апелятива капличка – зменшено-пестливої форми слова каплиця: «у християн — невеличка споруда без вівтаря для відправ і молитов » [СУМ, т.4, с.95]. Каплиця Богородиці з цілющим джерелом, присвячена скасуванню панщини. Знаходиться неподалік церкви.

### Хрести
Хрест  – Р. в. Хреста; утворено лексико-семантичним способом від апелятива хрест: «предмет і символ культу християнської релігії, який являє собою стрижень з однією або кількома поперечками у верхній половині» [СУМ, т. 11, с. 139]. Хрест, де моляться селяни. Знаходиться неподалік церкви. Існує легенда, що з давніх-давен стояв хрест дубовий і з часом він зігнив, але на тому хресті було розпˊяття Ісуса. Коли надходила велика хмара і починався дощ, люди ходили до хреста, молились і хмари розходились.

### Могили
Стрілецька могила о. Телепа – Р. в. Стрілецької могили о. Телепа; утворено синтаксичним способом від апелятива могила: «високий насип на місці давнього поховання» [СУМ, т. 4, с. 772]. Могила отця Ярослава Телепа, що раніше керував «Просвітою» в селі. Він був в складі УПА та його вбили радянські війська у вересні 1939 року.

### Водойми
Ріка Буквена   – Р. в. ріки Буквеної; «водний потік, що живиться із джерела або стоком атмосферних опадів і тече по видовжених зниженнях рельєфу від верхів'я до гирла» [CУМ, т. 8, с. 574]. Притока ріки Шкло. Мікротопонім утворено від апелятива буква: «письмовий знак, що позначає звук або сполучення звуків мови; літера». [СУМ, т. 1, с. 252].
Ріка Стави  – Р. в. ріки Стави; Притока ріки Шкло. Мікротопонім утворено семантичним способом від апелятива став:  «місце розлиття річки, струмка перед загатою» [СУМ, т. 9, с. 624].
Ріка Віжомля  – Р. в. ріки Віжомлі; Ліва притока ріки Шкло. Мікротопонім утворено семантичним способом від назви сусіднього села «Віжомля», що раніше називалось «Ожомля». (пол. болотиста місцевість)
Потічок Щан (Ріка)  – Р. в. потічка Щан ( Ріки);утворено семантичним способом від апелятива ріка «річка, струмок із стрімкою течією» [СУМ, т. 7, с.409]. Викопаний канал, що осушував болота, дістав назву Щан. Потік річки Віжомля.  
Джерело Іванчиха   – Р. в. Джерела Іванчихи.Утворено семантичним способом на честь дружини Івана, що колись мешкала в селі. «потік води, що утворюється внаслідок виходу підземних вод на поверхню землі» [СУМ, т. 2, с. 262]. Існує легенда про жінку на ім’я Іванчиха, яка пішла до водойми, щоб змочити полотно. Намочивши його, вона відчула, що не може витягнути сувій, адже той зачепився за хрест у воді. Зі злості вона прокляла полотно, і від цього вода в ставку зникла, а хрест пропав. Від страху Іванчиха почала молитися, але невдовзі захворіла. Щодня вона приходила на це місце, молилася і плакала, аж поки одного разу не побачила, як у западині почала просочуватися вода. З часом забило джерело, і коли жінка обмилася й напилася води, її недуга відступила. Люди дізналися про це і назвали джерело на її честь. Відтоді вважають, що вода з Іванчихи має цілющі властивості: лікує недуги та приносить зцілення.
Журавлине озеро  – Р. в. Журавлиного озера;  «природна або штучна заглибина, заповнена водою» [СУМ, т.5, с.653]. Мікротопонім утворено семантичним способом від апелятива журавель: «великий перелітний птах з довгими ногами, шиєю і прямим гострим дзьобом, живе на лісових та степових болотах» [СУМ, т. 2, с.547]. Існує легенда, що жінка пішла прати на озеро і побачила хрест в воді. На тому місці колись стояла церква і пішла під воду. Також місцеві мешканці розповідають, що там часто зˊявляються нечисті сили. 

### Місця для купання
Коло Озера  – Р. в. Коло Озера; ; утворено синтаксичним способом від апелятива озеро: «природна або штучна заглибина, заповнена водою» [СУМ, т.5, с.653]. У місцевому мікротопоніміконі фіксують одиницю для позначення місця, де можна купатись.

### Криниці
Кирниця – Р. в. Кирниці; утворено семантичним способом від апелятива криниця:«глибоко викопана й захищена цямринами від обвалів яма для добування води з водоносних шарів землі; колодязь» [СУМ, т. 4, с. 348]. Колодязь, що знаходиться в центрі села.
Мости
На Мосту  – Р. в. на Мосту;  утворено синтаксичним способом від апелятива міст:«споруда для переїзду або переходу через річку, залізницю, автомагістраль, яр» [СУМ, т. 4, с. 749]. Місце на переправі через річку Стави. 

### Кладовища
Старий Цвинтар  – Р. в. Старого Цвинтаря; частина сільського кладовища. Мікротопонім утворено синтаксичним способом від апелятива цвинтар із семантикою «який існує довгий час, давно створений» [СУМ, т. 9, с. 654].
Новий Цвинтар  – Р. в. Нового Цвинтаря; частина сільського кладовища, відділена від Старого цвинтаря стежкою. Мікротопонім утворено синтаксичним способом від апелятива цвинтар, із семантикою «який недавно виник, з’явився, не існував раніше» [(СУМ, т. 5, с. 433].

### Кафе
Лагуна – Р. в. Лагуни; утворено семантичним способом від апелятива лагуна: «неглибока морська затока, що утворилася внаслідок відокремлення частини моря піщаною косою» [СУМ, т. 4, с.432]. Кафе бар в селі, утворений від апелятива «лагуна».

### Цегельні
Цегельний завод  – Р. в. Цегельного заводу; «промислове, перев. велике підприємство» [СУМ, т.3, с.54]. Завод з виготовлення будівельних матеріалів, який знаходиться на півдні села.

### Ферми, колгоспи
Коло Колгоспу  – Р. в. Коло Колгоспу; Північна частина села, яка знаходиться за людськими поселеннями на місці колишнього колгоспу. Назва утворена  синтаксичним способом від апелятиву колгосп: «на території колективного господарства» [СУМ, т.5, с. 216].

### Місця, пов’язані з виконанням обрядів
Коло Хреста – Р. в. Коло Хреста; утворено синтаксичний способом віл апелятива хрест: «предмет у вигляді фігури з двох планок, брусків, смужок і т. ін., які перетинаються між собою» [СУМ, т. 9 , с. 139]. Невеликий майданчик біля хреста, де збираються місцеві мешканці для проведення певних християнських обрядів.

### Назви клубів, будинків культури, шкіл, бібліотек
Просвіта  – Р. в. Просвіти; утворено семантичним способом від апелятива просвіта: «культурно-освітня громадська організація на Україні, заснована 1868 року у Львові народовцями з метою поширення освіти серед народу» [СУМ, т. 8, с. 277]. Місце, де колись в селі знаходилась «Просвіта». 
Рогізнянська бібліотека  – Р. в. Рогізнянської бібліотеки;  бібліотека, що знаходиться на сході села. Утворено семантичним способом від апелятивів Рогізно та бібліотека: «установа, культосвітній заклад, де зберігаються і видаються читачам книжки, журнали і т. ін.» [СУМ, т. 1, с.173].
Народний дім  – Р. в. Народного до′му; Дім культури, де відбуваються масові заходи. Знаходиться на сході. Мікротопонім утворено семантичним способом від апелятива народний, що означає «який належить народові, країні, державі» [СУМ, т. 5, с.175].
Рогізнянська школа  – Р. в. Рогізнянської школи; Утворено семантичним способом від апелятивів Рогізно та школа:  «навчальний заклад, який здійснює загальну освіту і виховання молодого покоління» [СУМ, т. 11, с.480]. Школа села та її прилегла територія, що розташована на сході.

### Частини колгоспних чи фермерських земельних угідь
На колгоспі – Р. в. Колгоспу; Утворено синтаксичним способом від апелятивного словосполучення: «на території колективного господарства»; [СУМ, т.5, с. 216]. Місце, де колись був колгосп. Знаходиться на півночі.

### Урвища, провалля
Великий Вивіз – Р. в. Великого Вивозу; «ділянка дороги, що має схил; узвіз» [СУМ, т.1, с.364]. Внаслідок танення льодовика зі Скандинавії вода принесла поодинокі камені – Валуни. Вода утворила урвища, які позаростали. Мікротопонім утворено лексико-семантичним способом від апелятива вивіз із семантикою «те саме, що вивезення» [СУМ, т. 1, с.364] і від апелятива великий – «значний своїми розмірами, величиною» » [СУМ, т.1, с.318].
Малий Вивіз – Р. в. Малого Вивозу; «ділянка дороги, що має схил; узвіз» [СУМ, т.1, с.364]. Внаслідок танення льодовика зі Скандинавії вода принесла поодинокі камені – Валуни. Вода утворила урвища, які позаростали. Мікротопонім утворено лексико-семантичним способом від апелятива вивіз із семантикою «те саме, що вивезення»  та апелятива «малий», що означає «невеликий розміром, незначний величиною» [СУМ, т.4, с.606].

### Поодинокі великі камені
Валун  – Р. в. Валуна; Великий камінь, що з’явився на території села із Скандинавії, внаслідок танення льодовика. Утворений семантичний способом від апелятива валун: «обточений дією води або льодовиків камінь, уламок гірської породи» [СУМ, т.1, с.286].

### Господарства
Господарство Михайла Дутка  – Р. в. Господа′рства Миха′йла Дутка′; Велике лісове господарство у селі. Мікротопонім походить від апелятиву господарство, що означає «сільськогосподарська виробнича одиниця із знаряддями і засобами виробництва, з ділянкою землі та ін.» [СУМ, т.2, с.141].